# Microrégion de Bragança Paulista
La microrégion de Bragança Paulista est l'une des quatre microrégions qui subdivisent la mésorégion macro métropolitaine de l'État de São Paulo au Brésil.
Elle comporte 11 municipalités qui regroupaient 486 724 habitants en 2006 pour une superficie totale de 3 132 km².

## Municipalités[1]
- Atibaia
- Bom Jesus dos Perdões
- Bragança Paulista
- Itatiba
- Jarinu
- Joanópolis
- Morungaba
- Nazaré Paulista
- Piracaia
- Tuiuti
- Vargem